# Weisenheim am Sand
Weisenheim am Sand ist eine Ortsgemeinde im rheinland-pfälzischen Landkreis Bad Dürkheim. Sie gehört der Verbandsgemeinde Freinsheim an (ebenso wie das nicht mit ihr zu verwechselnde Weisenheim am Berg). Weisenheim am Sand ist flächenmäßig die größte – und bzgl. der Einwohnerzahl die zweitgrößte Gemeinde innerhalb der Verbandsgemeinde.

## Geographie

### Geographische Lage
Weisenheim am Sand liegt in der vorderpfälzischen Rheinebene. Durch Weisenheim fließt der Fuchsbach (auch Kesserbach genannt), der in Frankenthal in die Isenach mündete, ehe der größte Teil seines Wassers in den Schrakelbach, einen Nebenfluss des Eckbachs, abgeleitet wurde. Zum Dorf gehört das angrenzende Naherholungsgebiet „Ludwigshain“, das von den Einheimischen „Keschdeberg“ (Kastanienberg) genannt wird.
An der südlichen Gemarkungsgrenze liegen am Ufer der Isenach die Weiler Eyersheimer Hof und Eyersheimer Mühle, Reste des im Mittelalter untergegangenen Dorfes Eyersheim.

### Klima
Die Gegend um Weisenheim wird zu den mildesten Regionen in Deutschland gerechnet und eignet sich besonders für den Anbau von Wein und Obst.

## Geschichte
Der Ort wurde erstmals im Jahre 771 im Lorscher Codex urkundlich erwähnt und in Schriften des Klosters Wörschweiler (Saar) wurde ab dem Jahr 1209 der Ort als „Wisa“ oder „Wissen“ bezeichnet. Im Jahr 1522 wurde die Bezeichnung „Weißhein uffm Sand“ in diesen Schriften des Klosters verwendet, woraus sich vermutlich der heutige Name abgewandelt erhalten hat. Ab dem Jahr 1390 wurde das Dorf als Lehen von Graf Friedrich VII. von Leiningen-Dagsburg unter der Bezeichnung „Wyshem“ und sehr viel später im Jahr 1828 als „Weißenheim“ bezeichnet. Die Bewohner und das Dorf wechselten im Jahr 1467 zur kurpfälzischen Standesherrschaft, und im Jahr 1556 nahmen sie an der Reformation teil. Während der Zeit der Stammesherzogtümer lag der Ort im Herzogtum Franken. Der Dichter Friedrich Schiller bezog aus Weisenheim seinen Silbersand zum Trocknen der Tinte.

## Politik

### Gemeinderat
Der Gemeinderat in Weisenheim besteht aus 20 Ratsmitgliedern, die bei der Kommunalwahl am 9. Juni 2024 in einer personalisierten Verhältniswahl gewählt wurden, und dem ehrenamtlichen Ortsbürgermeister als Vorsitzendem.
Die Sitzverteilung im Gemeinderat:
| Wahl | SPD | CDU | Grüne | FDP | FWG | Gesamt   |
| ---- | --- | --- | ----- | --- | --- | -------- |
| 2024 | 5   | 7   | –     | 3   | 5   | 20 Sitze |
| 2019 | 5   | 6   | 2     | 3   | 4   | 20 Sitze |
| 2014 | 6   | 5   | 1     | 2   | 6   | 20 Sitze |
| 2009 | 5   | 8   | 1     | 3   | 3   | 20 Sitze |
| 2004 | 6   | 9   | 1     | 2   | 2   | 20 Sitze |

- FWG = Freie Wählergruppe Weisenheim am Sand e. V.

Aktuell bilden die Fraktionen von CDU, FWG und FDP eine Koalition im Gemeinderat.

### Bürgermeister und Beigeordnete
Holger Koob (parteilos, unterstützt von der CDU) wurde am 11. Juli 2024 Ortsbürgermeister von Weisenheim am Sand. Bei der Direktwahl am 9. Juni 2024 hatte er sich mit einem Stimmenanteil von 62,0 % gegen eine Mitbewerberin durchgesetzt.
Koobs Vorgänger Michael Bähr-Burkhardt (CDU) hatte das Amt 2019 übernommen und trat zur Wahl 2024 nicht erneut an. Zuvor hatte Heinz-Werner Süss (FWG; † 2020) das Amt seit 2014 inne.
Neben dem Ortsbürgermeister gibt es seit 2024 zwei Beigeordnete: Klaus Mathis (FWG) und Thorsten Langenwalter (FDP).

### Wappen
Die Wappenbeschreibung lautet: „In Rot ein aufrecht gestellter goldener Palmzweig, beseitet von zwei sechsstrahligen goldenen Sternen.“

### Gemeindepartnerschaften
Eine Partnerschaft mit Niederroßla (Thüringen) besteht seit dem 20. April 1991.

## Sehenswürdigkeiten und Kultur
Folgende Bauwerke stehen in Weisenheim am Sand unter Schutz:
- Von der ehemals als romanisches Bauwerk im 10. Jahrhundert errichteten evangelischen Kirche ist nur der historische Kirchturm erhalten geblieben. Dieser wurde im 14. und 17. Jahrhundert aufgestockt und im 18. Jahrhundert mit einem barocken Langhaus ergänzt.
- Für die katholische Kirche (St. Laurentius), einem neugotischen Saalbau mit schlankem Westturm wird das Baujahr mit 1876 angegeben.
- Eyersheimer Mühle und der Eyersheimer Hof, südlich gelegen und Fundort einer jungsteinzeitliche Siedlung.
- „Altes Rathaus“ und „Neues Rathaus“
- Bahnhof
- Schule

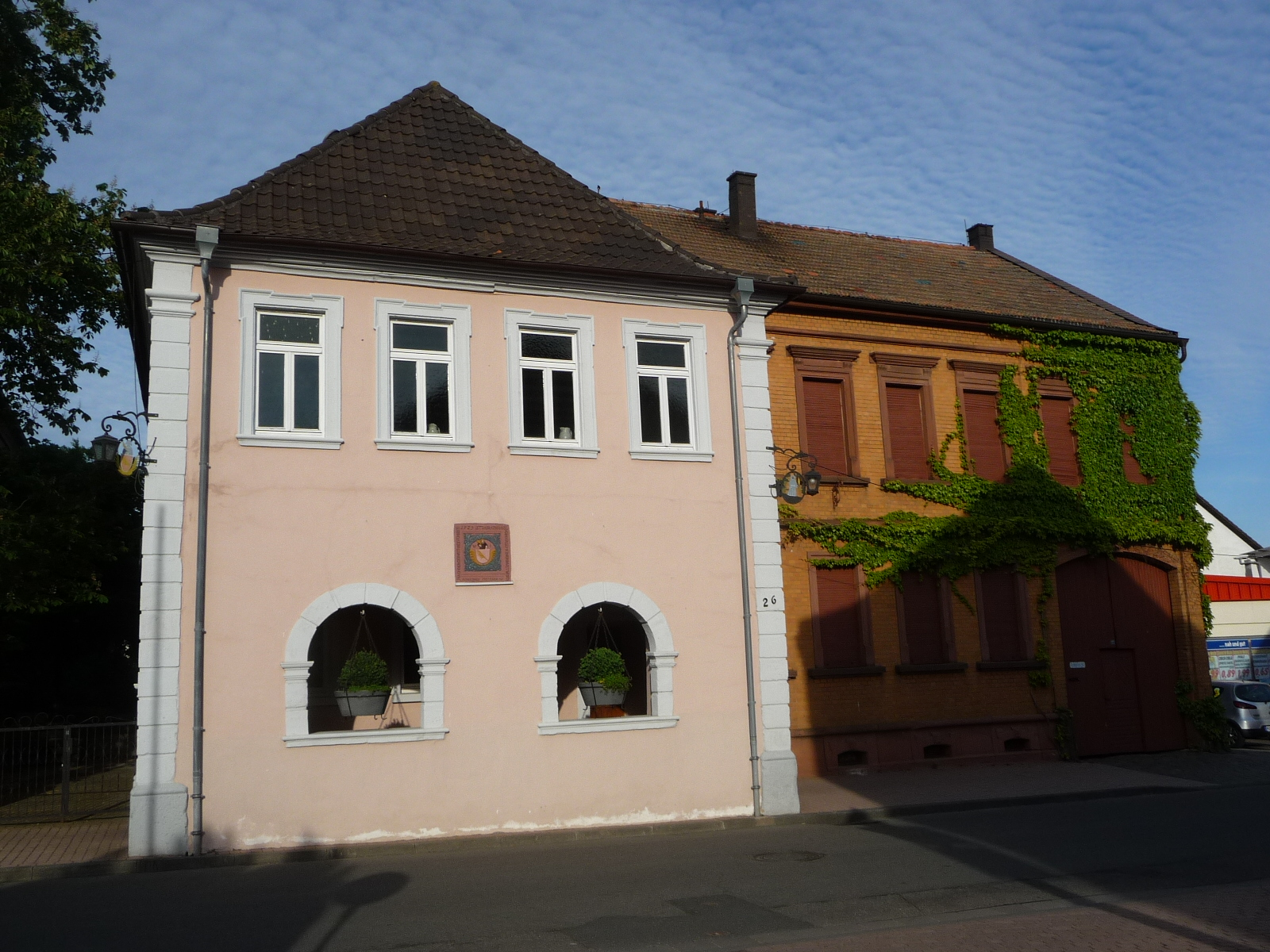
Altes Rathaus
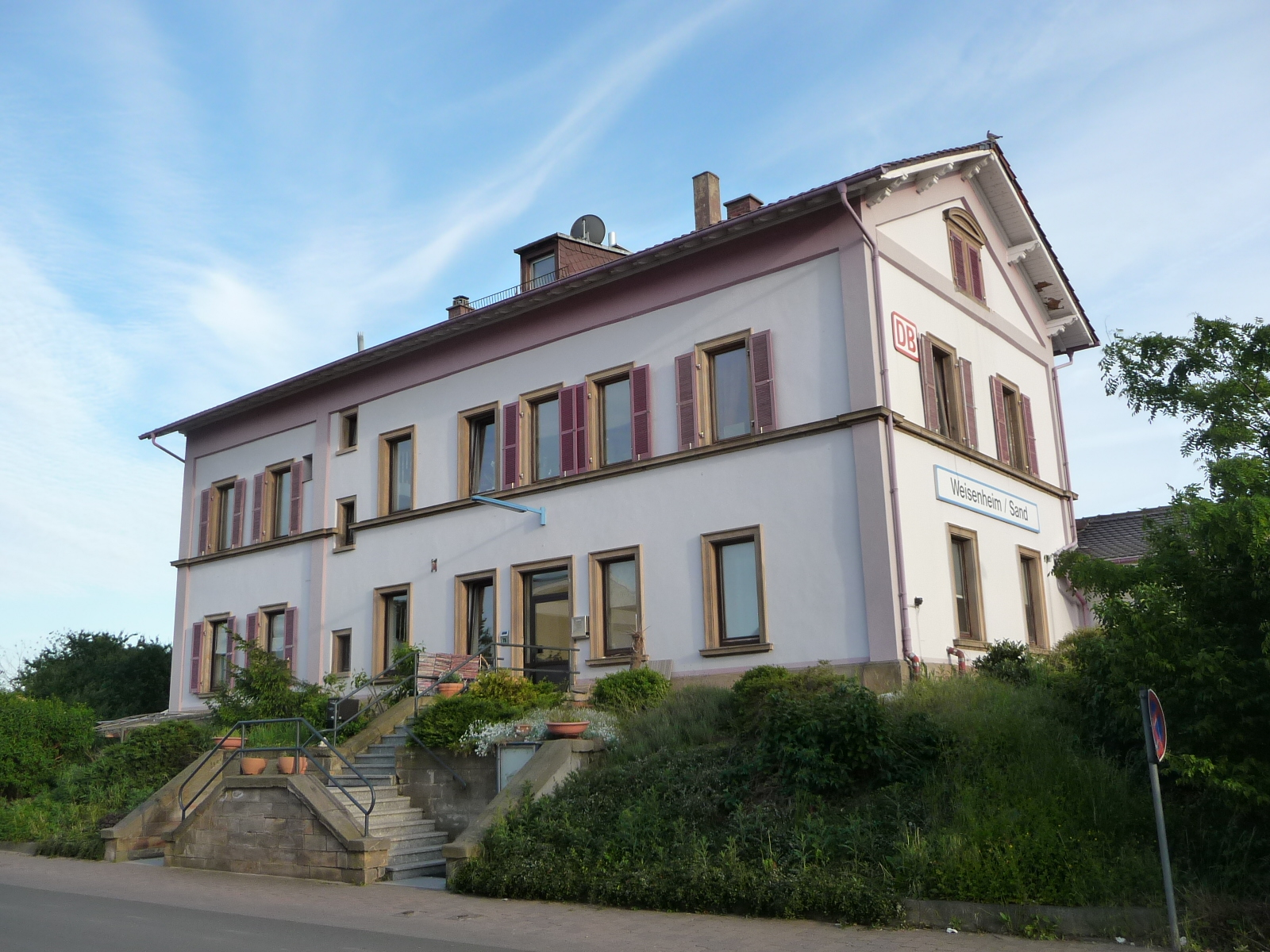
Bahnhof
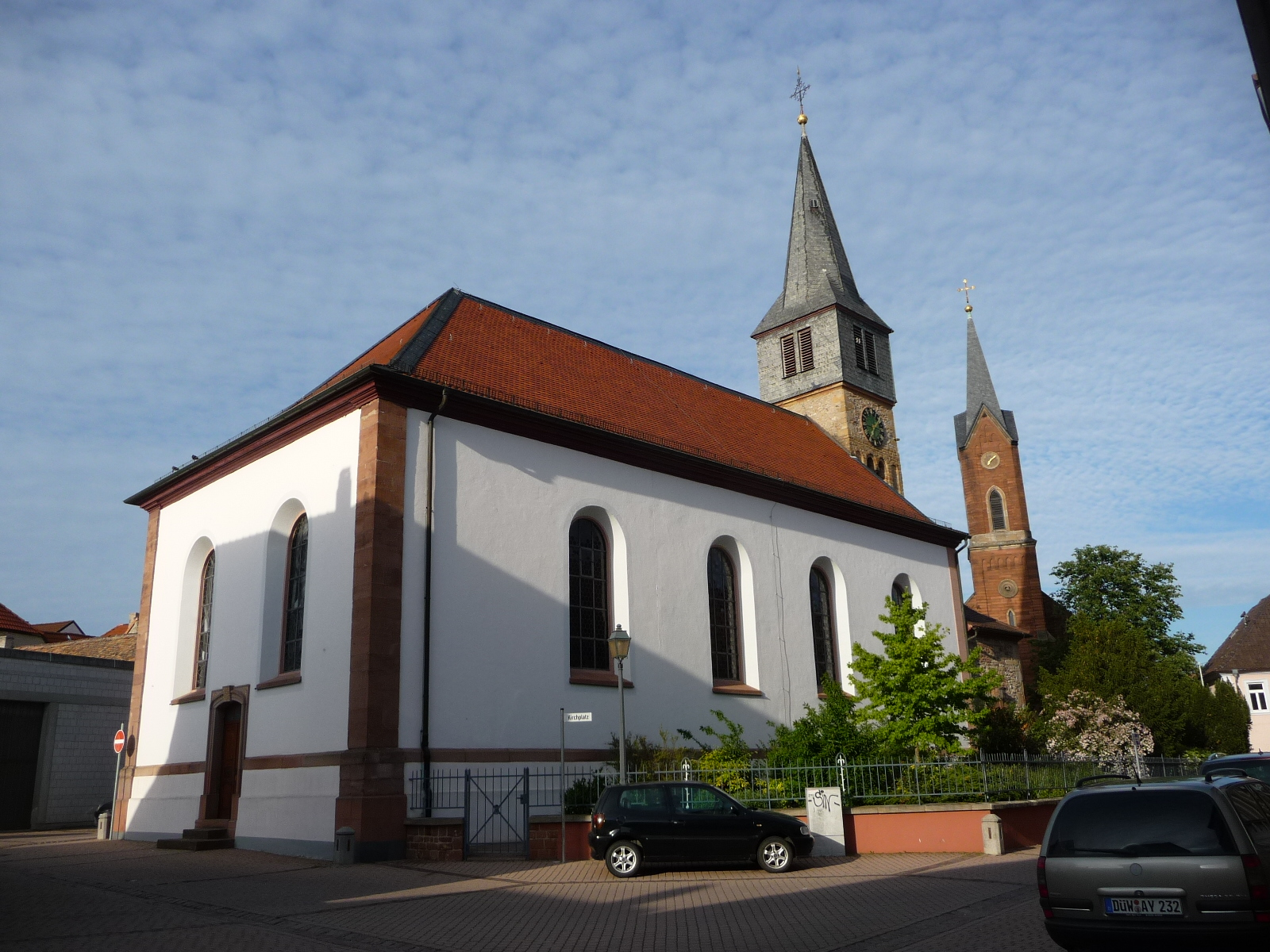
Kirchen
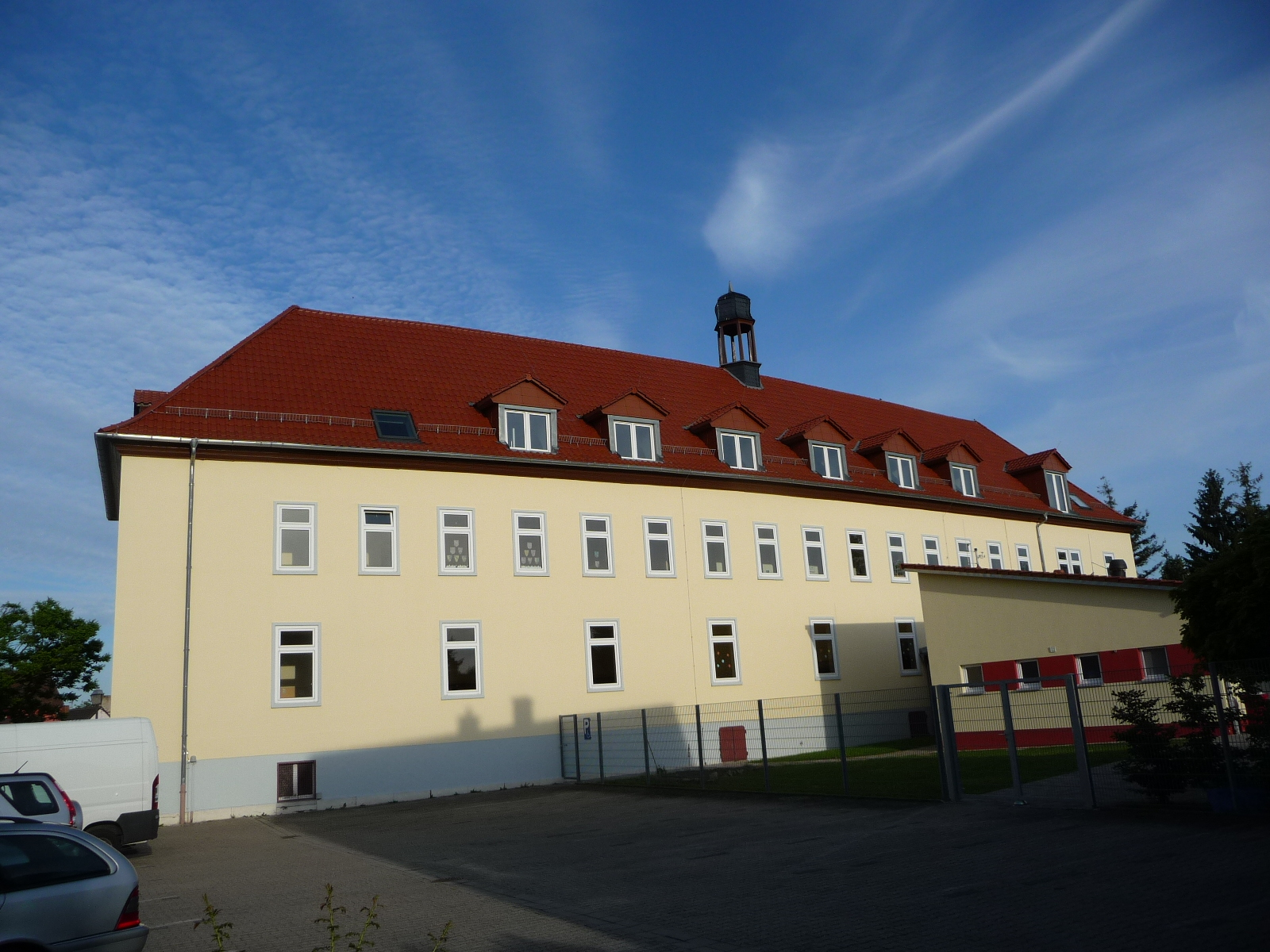
Schule
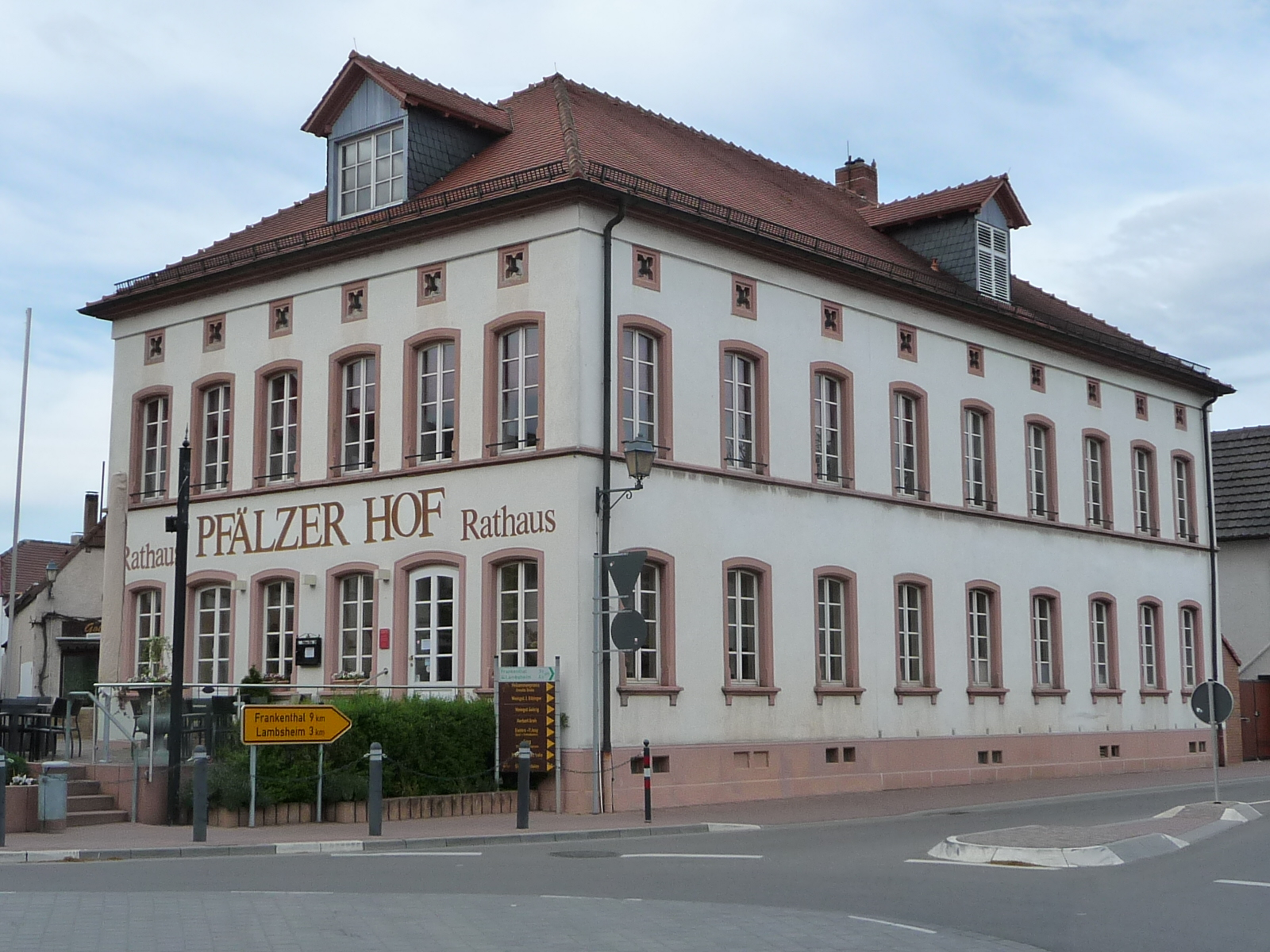
Neues Rathaus

## Wirtschaft und Infrastruktur

### Verkehr
Der Ort hat einen Bahnhof an der Bahnstrecke Freinsheim–Frankenthal.
Durch den Ort führt der Kraut-und-Rüben-Radwanderweg.

### Bildung, Sport und Freizeit
Weisenheim hat zwei Kindergärten sowie eine Grundschule (Ganztagesschule) mit vier Jahrgängen zu je zwei Klassen. Zur Schule gehört die Gemeindeturnhalle. Die Gemeindebücherei ist mittlerweile vom Rathaus in das Untergeschoss der Grundschule umgezogen.
Der größte Sportverein ist der SV Weisenheim am Sand. Ebenfalls mit Sport befassen sich der ASV Weisenheim am Sand, der Tennis-Club Ludwigshain (TCL) sowie die Schützengilde Weisenheim am Sand. Als weitere Vereine sind 2 Gesangvereine, der Reit- und Fahrverein Weisenheim, der Förderverein der Freiwilligen Feuerwehr, eine Ortsgruppe der Pfadfinder, der Heimat- und Museumsverein sowie mehrere Fastnachtsgruppen zu nennen.
Jedes Jahr am Fastnachtssonntag findet der Weisenheimer Fastnachtsumzug statt, der Rieslingwurm genannt wird und Zehntausende Besucher anlockt.
Weiterhin über die Ortsgrenzen hinaus sind das jährliche „Quetschenfest“ Ende August mit einem ca. 5 km langen Rundwanderweg, sowie die „romantische Waldweihnacht“ am 3. Adventwochenende bekannt.

## Persönlichkeiten

### Söhne und Töchter der Gemeinde
- Konrad Schredelseker (1774–1840), Lehrer und Geodät
- Franz Kämmerer (1868–1951), Orgelbauer

### Personen, die vor Ort gewirkt haben
- Johannes Kriebitzsch (1857–1938), Glasmaler, schuf die Fenster von St. Laurentius im Ort.
- Alexander Neubert (1862–1945), Jurist, war Bezirksamtsassessor in Weisenheim am Sand.
- Theo Rörig (1940–2022), Bildhauer, schuf die Bronzeskulptur Begegnung im Ort.
- Hugo Simon (* 1942), Unternehmer und Reitsportler, Teilnehmer an Olympischen Sommerspielen, Europa- und Weltmeisterschaften, lebt im Ort.
- Heinz Schlapkohl (* 1943), Chemiker, Bundesverdienstkreuzträger, lebt in Weisenheim am Sand.
- Werner Föckler (* 1945), ehemaliger Fußballschiedsrichter, lebt im Ort.
- Ralf Konietzka (* 1960), Fußballspieler, spielte im örtlichen Fußballverein und war später dort Jugendtrainer.
- Saskia Teucke (* 1995) war Pfälzische Weinkönigin 2020/2021 und Deutsche Weinprinzessin 2021/2022.